# Мехран (район)
Район Мехран — это район северного Тегерана. Район назван в честь сада Мехрана. Он расположен к востоку от проспекта Шариати, к западу от скоростной автомагистрали Ниаваран, к северу от скоростной дороги Ресалат и к юго-востоку от скоростной дороги Хеммат.